# Navodilo o molitvi za ozdravljenje
Navodilo o molitvi za ozdravljenje je navodilo, ki ga je izdelala Kongregacija za nauk vere leta 2001.
V zbirki Cerkveni dokumenti je to delo izšlo leta 2001 kot 92. cerkveni dokument (kratica CD 92).